# Ali Akbar Yousefi
Ali Akbar Yousefi (Irán; 12 de septiembre de 1969) es un exfutbolista de Irán que jugaba en la posición de centrocampista.

## Carrera

### Club
| Periodo   | Club           |
| --------- | -------------- |
| 1990–1997 | PAS Teherán FC |
| 1997–2001 | Bahman FC      |
| 2001–2002 | PAS Teherán FC |
| 2003–2004 | Saipa FC       |

### Selección nacional
Jugó para Irán en siete ocasiones de 1992 a 1996 y anotó un gol, el cual fue en una victoria por 1-0 ante Kuwait en un partido amistoso el 4 de octubre de 1996 en Kuwait City. También formó parte de la selección que participó en la Copa Asiática 1996.

## Logros
- Iran Pro League: 2

1991/92, 1992/93
- Liga de Campeones de la AFC: 1

1992/93